# Maison Planchar

Maison Planchar

Het Maison Planchar is een historisch herenhuis, gelegen aan Chaussée Churchill 53 te Montegnée.
Het huis werd in 1698 gebouwd voor Pierre Planchar (1657-1737), die handelaar was in graan en steenkolen.
Het huis is gebouwd in baksteen en kalksteen, is drie verdiepingen hoog en telt zeven traveeën. De middentravee heeft een fraaie toegangsdeur uit de 2e helft van de 18e eeuw gedeeltelijk in Lodewijk XIV-stijl. Links hiervan een wagendeur die vroeger tot een binnenplaats toegang gaf.
Het interieur bevat een 17e-eeuwse schouw met een haardplaat van 1666, die het offer van Isaac weergeeft. Een trap komt uit op de overloop van de eerste etage, met op het plafond de wapenschilden van de familie Planchar en verwante families.